# Jelisaveta Buljovčić Vučetić
Jelisaveta Buljovčić Vučetić (Bikovo kod Subotice, 1940.) je bačka hrvatska književnica. Piše pjesme.
Rodila se 1940. u Bikovu. U obližnjoj Subotici se školovala i zaposlila, a kasnije je s obitelji odselila u Trstenik, u kojem je radila do umirovljenja 1990. Po umirovljenju se počela baviti i pisanjem pjesama. Pjesme piše i na narječju, štokavskoj ikavici.
Poslije je otišla živjeti u Novi Sad. 
Njen književni rad nije ostao izoliranim: članicom je više književnih udruga, među ostalima Književne zajednice i Pjesničkog kluba "Orfej" iz Subotice te Književnog kluba "Moravski tokovi". Također, članicom je HKPD "Stanislav Preprek" iz Novog Sada.
Njena djela se nalaze u više od deset skupnih zbirka, zbornika i časopisa. Ušla je u zbirku "Lira naiva", prirediteljice Katarine Čeliković.

## Djela
- Život je tajna, zbirka pjesama, 1994.
- Orfeji mira, 2004.

## Vanjske poveznice
- Časopis "Zvonik"  Arhivirana inačica izvorne stranice od 27. rujna 2007. (Wayback Machine)